# خافيير بيريس
خافيير بيريس هو رسام كوبي، ولد في 1972 في كوبا.